# 林肯 (特拉華州)
拉肯（英語：Lincoln）是位於美國特拉華州蘇塞克斯縣的一個非建制地區。該地的面積和人口皆未知。

## 地理
拉肯的座標為38°52′11″N 75°29′23″W / 38.86972°N 75.48972°W，而該地的平均海拔高度為12米（即39英尺）。